# Beagle Rupes
La Beagle Rupes è una struttura geologica della superficie di Mercurio.